# 18.º governo republicano (Portugal)
O 18.º governo da Primeira República Portuguesa, nomeado a 7 de janeiro de 1919 e exonerado a 27 de janeiro do mesmo ano, foi o segundo governo liderado por João Tamagnini Barbosa.
A sua constituição foi a seguinte:
| Cargo                              | Detentor | Detentor                                             | Período                                      |
| ---------------------------------- | -------- | ---------------------------------------------------- | -------------------------------------------- |
| Presidente do Ministério           |          | João Tamagnini Barbosa (1883–1948)                   | 7 de janeiro de 1919 a 27 de janeiro de 1919 |
| Ministro do Interior               |          | João Tamagnini Barbosa (1883–1948)                   | 7 de janeiro de 1919 a 27 de janeiro de 1919 |
| Ministro da Justiça e dos Cultos   |          | Francisco Joaquim Fernandes (1869–1923)              | 7 de janeiro de 1919 a 27 de janeiro de 1919 |
| Ministro das Finanças              |          | Ventura Malheiro Reimão (1886–1965)                  | 7 de janeiro de 1919 a 27 de janeiro de 1919 |
| Ministro da Guerra                 |          | José Alberto da Silva Basto (1876–1972)              | 7 de janeiro de 1919 a 27 de janeiro de 1919 |
| Ministro da Marinha                |          | José de Sousa e Faro (1868–1962)                     | 7 de janeiro de 1919 a 27 de janeiro de 1919 |
| Ministro dos Negócios Estrangeiros |          | António Egas Moniz (1874–1955)                       | 7 de janeiro de 1919 a 27 de janeiro de 1919 |
| Ministro dos Negócios Estrangeiros |          | João Alberto de Azevedo Neves (interino) (1877–1955) | 7 de janeiro de 1919 a 27 de janeiro de 1919 |
| Ministro do Comércio               |          | João Alberto de Azevedo Neves (1877–1955)            | 7 de janeiro de 1919 a 27 de janeiro de 1919 |
| Ministro das Colónias              |          | Alfredo Baptista Coelho (1865–1952)                  | 7 de janeiro de 1919 a 27 de janeiro de 1919 |
| Ministro da Instrução Pública      |          | Alfredo de Magalhães (1870–1957)                     | 7 de janeiro de 1919 a 27 de janeiro de 1919 |
| Ministro do Trabalho               |          | Eurico Cameira (1885–1938)                           | 7 de janeiro de 1919 a 27 de janeiro de 1919 |
| Ministro da Agricultura            |          | Eduardo Fernandes de Oliveira (1882–1943)            | 7 de janeiro de 1919 a 27 de janeiro de 1919 |
| Ministro dos Abastecimentos        |          | José João da Cruz Azevedo (1888–1964)                | 7 de janeiro de 1919 a 27 de janeiro de 1919 |